# 慈云岭造像
30°13′06″N 120°08′51″E / 30.21833°N 120.14750°E
慈云岭造像位于中国浙江省杭州市上城区玉皇山慈云岭南麓。1961年被列为浙江省文物保护单位。2006年与烟霞洞造像、天龙寺造像一同作为西湖南山造像入选全国重点文物保护单位，归入第二批全国重点文物保护单位飞来峰造像。
慈云岭造像始建于后晋天福七年（942年），五代吴越国在此建资延寺时凿山造像。主龛内圆雕造像七尊，中间三尊坐像，即本尊阿弥陀佛、观音菩萨、大势至菩萨，身后有宝珠形背光，内雕缠枝牡丹，边缘饰火焰纹，均为全跏趺坐式，端坐于仰莲须弥座上。两侧有菩萨立像和天王立像各两尊。七尊造像的上部浮雕飞天和伽陵频伽鸟各两尊，作散花状。龛楣呈拱弧形，正中横列七佛，两端为骑狮的文殊菩萨和骑象的普贤菩萨，均为浮雕。北面地藏龛，内雕地藏菩萨像和左右胁侍。地藏光头大耳，作和尚打扮，半跏趺坐式，左脚下垂踏莲座上，两侧胁侍持物恭立，龛左侧引出云头，绕向龛外上方，云际间浮雕“六道轮回”。附近还刻有“新建镇国资延遐龄石像之记”十二字篆书题额和“佛牙赞”碑形摩崖石刻一块以及“佛法僧”等摩崖石刻。
- 全景
- 主龛
- 主龛
- 主龛阿弥陀佛造像
- 主龛菩萨造像
- 主龛菩萨造像
- 主龛北部菩萨和天王造像
- 主龛南部天王造像
- 北面地藏龛
- 北面地藏龛：地藏菩萨和左右胁侍
- “佛牙赞”碑形摩崖石刻
- “佛法僧”摩崖石刻